# Джеймс Алгар
Джеймс «Джим» Алгар (англ. James Algar; *11 червня 1912, Модесто, штат Каліфорнія — 26 лютого 1998, Кармел-ба-зе-Сі, Каліфорнія) — американський кінорежисер, сценарист, продюсер і мультиплікатор, який працював на студії Уолта Діснея. Його режисерські роботи про дику природу були удостоєні 8 премій «Оскар». Він отримав нагороду Disney Legends Award 1998 року.

## Біографія
Алгар народився в Модесто (штат Каліфорнія), навчався в Стенфордському університеті, був редактором студентського гумористичного журналу. Малюючи для журналу ілюстрації, Джим захопився мультиплікацією і 1934 року, після отримання ним диплома журналіста, прийшов працювати на студію Уолта Діснея. Як мультиплікатор працював над мультфільмом «Білосніжка і сім гномів».
Від роботи мультиплікатором Алгар перейшов до режисури, створивши для мультфільму «Фантазія», що став класикою мультиплікації епізод «Учень чародія», який розповідає про пригоди Міккі Мауса. Також Джим працював над епізодами мультфільму «Бембі», а в роки Другої світової війни зняв для ВПС документальний фільм «Перемога через міць у повітрі».
Після війни Уолт Дісней став знімати фільми про дику природу, і головним режисером студії в даному жанрі став Джим Алгар, який приніс студії 8 премій «Оскар». У 1960-і роки Алгар працював над телевізійним серіалом «Дивовижний світ Діснея». Також Джим розробив атракціон «Найбільші моменти Містера Лінкольна» для Всесвітньої виставки 1964 і брав участь у створенні Діснейленду.
Пропрацювавши 43 роки на студії Уолта Діснея, Алгар вийшов на пенсію 31 жовтня 1977 року.

## Вибрана фільмографія
- 1937 — Білосніжка і сім гномів — аніматор
- 1940 — Фантазія (епізод «Учень чародія») — режисер
- 1943 — Перемога через міць в повітрі — режисер
Номінація на премію «Оскар» за найкращу музику до фільму
- 1948 — Острів тюленів — режисер
Премія «Оскар» за найкращий ігровий короткометражний фільм
- 1949 — Пригоди Ікабода і містера Тоада — режисер
- 1950 — У Бівер-Веллі — режисер
Премія «Оскар» за найкращий ігровий короткометражний фільм
Приз першого Берлінського міжнародного кінофестивалю в номінації найкращий документальний фільм
- 1951 — Пол-акра природи — режисер
Премія «Оскар» за найкращий ігровий короткометражний фільм
- 1953 — Країна ведмедів — режисер
Премія «Оскар» за найкращий ігровий короткометражний фільм
- 1953 — «Жива пустеля»[en] — режисер
Премія «Оскар» за найкращий документальний повнометражний фільм
- 1954 — Зникаюча прерія — режисер
Премія «Оскар» за найкращий документальний повнометражний фільм
- 1958 — Біла пустку — режисер
Премія «Оскар» за найкращий документальний повнометражний фільм
- 1958 — Гранд-Каньйон — режисер
Премія «Оскар» за найкращий ігровий короткометражний фільм